# San Mango Cilento
San Mango Cilento è una frazione del comune di Sessa Cilento, provincia di Salerno, nella regione Campania.

## Geografia fisica

### Territorio
San Mango si trova nel parco nazionale del Cilento e Vallo di Diano.
Il paese dista 1,9 km da Sessa Cilento.
San Mango e situato a 561 m s.l.m..